# Skrivekunstakademiet i Hordaland
Skrivekunstakademiet i Hordaland, ofte kaldet Skrivekunstakademiet i Bergen, er en norsk skole som giver uddannelse indenfor skønlitterær skriving. Skolen er sammen med Forfatterstudiet i Bø Norges eneste forfatteruddannelser. Den tilbyder et fuldtidskursus over to semestre med vægt både på prosa og lyrik. Skolen blev oprettet i 1985 af forfatteren Rolf Sagen, som fremdeles er som skrivelærer der, og Hordaland fylkes kommune som finansierer institutionen. Skrivekunstakademiet har til huse i Kulturhuset USF (Georgernes Verft) på Nordnes i Bergen. Daglig leder er forfatteren Olaug Nilssen, som afløste Tormod Haugland 1. august 2008.

## Kendte studerende
Mange af Skrivekunstakademiets studerende har senere debuteret som forfattere, blandt andet disse:
- Gunstein Bakke
- Henning H. Bergsvåg
- Brit Bildøen
- Thomas Marco Blatt
- Bjarte Breiteig
- Hilde Bøyum
- Pedro Carmona-Alvarez
- Lars Engebretsen
- Rolf Enger
- Lise Gundersen
- Linde Hagerup
- Tormod Haugland
- Frank Hiis
- Rune F. Hjemås
- Marte Huke
- Finn Iunker
- Mette Karlsvik
- Marianne Røise Kielland
- Linda Klakken
- Odveig Klyve
- Karl Ove Knausgård
- Hilde Kristin Kvalvaag
- Ingri Lønnebotn
- Olaug Nilssen
- Henrik Nor-Hansen
- Steinar Opstad
- Anne Oterholm
- Agnes Ravatn
- Arild Rein
- Øyvind Rimbereid
- Trine Flattun Rogndokken
- Lars Ove Seljestad
- Nils Henrik Smith
- Bjørn Sortland
- Espen Stueland
- Lars Petter Sveen
- Steffen Sørum
- Anne Karin Torheim
- Linn Cecilie Ulvin
- Christian Valeur
- Torild Wardenær
- Gunnar Wærness
- Tor Eystein Øverås
- Vemund Solheim Ådland
- Kirstine Reffstrup
- Sophia Handler

## Ekstern henvisning
- Skrivekunstakademiets netsider

60°23′44″N 5°18′32″Ø / 60.3955°N 5.309°Ø